# Mulan (film 1998)
Mulan – amerykański animowany film przygodowo-wojenny w reżyserii Tony’ego Bancrofta i Barry’ego Cooka z 1998 roku, nawiązujący do starożytnej chińskiej legendy o Hua Mulan. Trzydziesty szósty film z oficjalnego kanonu animacji Disneya.
Serwis Rotten Tomatoes przyznał filmowi wynik 86%.
W 2004 na kasetach VHS i płytach DVD wydany został sequel filmu pt. Mulan II.
W 2020 miał premierę aktorski remake pod tym samym tytułem, z Liu Yifei w roli głównej.

## Fabuła
W czasach dynastii Ming wobec najazdu Hunów na Chiny cesarz ogłasza powszechny pobór do wojska. Tymczasem młoda dziewczyna Fa Mulan kompromituje się u swatki, która stwierdza że w przyszłości okryje hańbą swą rodzinę. Po powrocie do domu zawstydzona Mulan czuje, że nie jest taką kobietą, od jakiej wymagają obyczaje. Mimo to, jej ojciec Zhu nie gniewa się i pociesza ją, że kiedyś osiągnie ona sukces. Kiedy Zhu jako jedyny mężczyzna z rodziny Fa dostaje wezwanie do wojska, Mulan bez skutku błaga cesarskiego adiutanta Chi Fu, by pozwolił jej ojcu, uznanemu weteranowi wojennemu, pozostać w domu. Wiedząc, że jej schorowany ojciec zginie na polu walki, dziewczyna postanawia uciec z domu i, udając mężczyznę, stawić się zamiast niego na zgrupowaniu.
Gdy jej rodzice dowiadują się po fakcie, są zrozpaczeni tym, że ich córka zginie. Wezwani przez modły babci duchy przodków rodziny, chcąc ratować Mulan honor, przydzielają jej opiekuna – Wielkiego Kamiennego Smoka. W wyniku nieszczęśliwego wypadku pomnik smoka zostaje zniszczony przez Mushu – miniaturowego smoka, byłego strażnika rodziny zdegradowanego do funkcji zapalacza kadzideł. Wyrusza on na pomoc Mulan, jednocześnie planując podstęp, dzięki któremu powróci na dawne miejsce. Towarzyszy mu zakupiony przez babcię Mulan świerszcz Cri-Kee rzekomo przynoszący szczęście. Mushu dociera do Mulan w pobliżu obozu cesarskich wojsk Wu Zong mówiąc jej, że przysłali go jej przodkowie.
Mulan pod imieniem Ping z trwogą odkrywa warunki panujące na obozie i zdaje sprawę, że swego nieprzystosowania. Dowódca cesarskiej armii, generał Li awansuje swego syna, Shanga do rangi kapitana, a sam udaje się do przełęczy Tung-shao. Rozkazuje Chi Fu, aby donosił mu o postępach Shanga w ćwiczeniu jego rekruckich oddziałów. By testować dyscyplinę wśród rekrutów, Shang rozkazuje z przywiązanymi do rąk dużymi krążkami z brązu wyciągnąć strzałę utkwioną w szczycie wysokiego słupa. Nikomu się nie udaje. Na treningach Mulan z powodu warunków fizycznych kompletnie nie radzi i z rozkazu Shanga ma wrócić do domu. Odchodząc postanawia spróbować ponownie zdjąć ciągle utkwioną w słupie strzałę. Przy użyciu krążków jako klamry udaje jej się wspiąć na szczyt i wyciągnąć strzałę, a dokuczający jej rekruci – furiat Yao, dowcipniś Ling i mnich Chien-Po nabierają do niej szacunku.
Mulan zaczyna się podkochiwać w Shangu. Po skończeniu szkolenia Chi Fu składa raport o kiepskim stanie bojowym żołnierzy i zamierza go wysłać generalicji. Wtedy Mushu i Cri-Kee tworzą fałszywy list od generała Li informujący o pilnym wparciu na froncie. Posłuszny wezwaniu ojca Shang prowadzi wojsko na Tung-shao. Z przerażeniem odkrywają spaloną i wymordowaną przez Hunów wioskę. Zastają tam też wymordowane oddziały generała Li łącznie z nim samym. W Tung-shao oddziały Shanga w ciszy przekradają, gdy nagle eksploduje raca w wozie Pinga zdradzając ich pozycję Hunom. Wobec przewagi wroga Shang rozkazuje wystrzelić z ostatniego działa do huńskiego wodza – Shan Yu. Mulan przychodzi pomysł i po wyszarpaniu działa wystrzeliwuje je w szczyt góry uwalniając potężną śnieżną lawinę, grzebiącą pod sobą Hunów.
Podczas lawiny Mulan w brawurowym akcie odwagi ratuje Shanga. W wyniku starcia z Shan Yu zostaje ranna, a badający ją lekarz odkrywa prawdę o jej płci. Niepisaną karą za podszywanie się jest śmierć, ale Shang daruje jej życie w podzięce za ratunek. Wojsko wyrusza w podróż powrotną do stolicy, zostawiając dziewczynę samą w górach. Mulan czuje, że poszła w imieniu ojca dla własnego ego. Mushu pociesza ją, mówiąc że w przeciwieństwie do niego myślała o innych. Są świadkami, jak spod zasp śniegu wyłaniają się Shan Yu i resztki wojska Hunów, które przeżyły lawinę. Mulan zdąża dogonić Shanga, nim wkroczył do miasta ze swoim wojskami, aby złożyć hołd cesarzowi. Wciąż czując się oszukany Shang nie chce słuchać jej ostrzeżeń.
Nagle Shan Yu i Hunowie ujawniają się porywając cesarza i barykadują się z nim za drzwiami pałacu cesarskiego. Mulan z Yao, Lingiem i Chien-Po przebranymi za kobiety oraz Shangiem wkradają się do pałacu i pokonując Hunów ratują cesarza. Shan Yu, wściekły, że cesarz umknął z niewoli rzuca się na Mulan. Zwabia ona go na dach, gdzie zapalona przez Mushu i Cri-Kree rakieta ciska go prosto na wieżę z fajerwerkami powodując jej eksplozję. Cesarz dziękuje Mulan za ocalenie Chin i kłania się przed nią, a ludzie na placu idą za jego przykładem. W domu Mulan wręcza ojcu cesarskie dary, jednak ten je ignoruje, wzruszony że córka wróciła żywa. Rodzinę Fa odwiedza Shang zaczynający czuć coś do Mulan i przyjmuje jej zaproszenie na obiad. Tymczasem Mushu świętuje przywrócenie godności strażnika rodziny.

## Obsada głosowa
| Postać           | Oryginalny dubbing    | Polski dubbing               |
| ---------------- | --------------------- | ---------------------------- |
| Fa Mulan / Ping  | Ming-Na Wen (dialogi) | Jolanta Fraszyńska (dialogi) |
| Fa Mulan / Ping  | Lea Salonga (śpiew)   | Katarzyna Pysiak (śpiew)     |
| Mushu            | Eddie Murphy          | Jerzy Stuhr                  |
| kapitan Li Shang | BD Wong (dialogi)     | Maciej Molęda                |
| kapitan Li Shang | Donny Osmond (śpiew)  | Maciej Molęda                |
| Shan Yu          | Miguel Ferrer         | Tomasz Marzecki              |
| Yao              | Harvey Fierstein      | Jerzy Bończak                |
| Ling             | Gedde Watanabe        | Robert Rozmus                |
| Ling (śpiew)     | Matthew Wilder        | Robert Rozmus                |
| Chien-Po         | Jerry Tondo           | Marek Bocianiak              |
| Fa Zhu           | Soon-Tek Oh           | Henryk Machalica             |
| Fa Li            | Freda Foh Shen        | Barbara Sołtysik             |
| babcia Fa        | June Foray (dialogi)  | Teresa Lipowska              |
| babcia Fa        | Marni Nixon (śpiew)   | Teresa Lipowska              |
| Chi Fu           | James Hong            | Paweł Galia                  |
| cesarz Chin      | Pat Morita            | Krzysztof Chamiec            |
| generał Li       | James Shigeta         | Krzysztof Kołbasiuk          |
| Pierwszy przodek | George Takei          | Aleksander Bednarz           |
| swatka           | Miriam Margolyes      | Antonina Girycz              |
| Cri-Kee          | Frank Welker          | –                            |
| Khan             | Frank Welker          | –                            |
| Mały Brat        | Chis Sanders          | –                            |

## Ścieżka dźwiękowa
Mulan: An Original Walt Disney Records Soundtrack – oryginalna anglojęzyczna ścieżka dźwiękowa ukazała się 2 czerwca 1998 roku nakładem wytwórni muzycznej Walt Disney Records. Wydawnictwo stanowią utwory skomponowane przez Jerry’ego Goldsmitha, Matthew Wildera oraz Davida Zippela. Płyta dotarła do 24. miejsca listy Billboard 200 w USA. Polska edycja została wydana w tym samym roku PolyGram Polska na kasety i CD.

### Edycja oryginalna
| Mulan: An Original Walt Disney Records Soundtrack – 1998 | Mulan: An Original Walt Disney Records Soundtrack – 1998 | Mulan: An Original Walt Disney Records Soundtrack – 1998               | Mulan: An Original Walt Disney Records Soundtrack – 1998 | Mulan: An Original Walt Disney Records Soundtrack – 1998 | Mulan: An Original Walt Disney Records Soundtrack – 1998 |
| Nr                                                       | Tytuł utworu                                             |                                                                        | Tekst                                                    | Muzyka                                                   | Długość                                                  |
| -------------------------------------------------------- | -------------------------------------------------------- | ---------------------------------------------------------------------- | -------------------------------------------------------- | -------------------------------------------------------- | -------------------------------------------------------- |
| 1.                                                       | „Honor to Us All”                                        | Beth Fowler, Lea Salonga, Marni Nixon                                  | David Zippel                                             | Matthew Wilder                                           | 3:03                                                     |
| 2.                                                       | „Reflection”                                             | Lea Salonga                                                            | David Zippel                                             | Mattew Wilder                                            | 2:27                                                     |
| 3.                                                       | „I’ll Make A Man Out Of You”                             | Donny Osmond, chór                                                     | David Zippel                                             | Matthew Wilder                                           | 3:21                                                     |
| 4.                                                       | „A Girl Worth Fighting For”                              | Matthew Wilder, Harvey Fierstein, Jerry Tondo, Lea Salonga, James Hong | David Zippel                                             | Matthew Wilder                                           | 2:26                                                     |
| 5.                                                       | „True To Your Heart (Single)”                            | 98 Degrees, Stevie Wonder                                              | David Zippel                                             | Matthew Wilder                                           | 4:16                                                     |
| 6.                                                       | „Suite From „Mulan””                                     |                                                                        |                                                          | Jerry Goldsmith                                          | 7:06                                                     |
| 7.                                                       | „Attack at the Wall (Score)”                             |                                                                        |                                                          | Jerry Goldsmith                                          | 4:59                                                     |
| 8.                                                       | „Mulan’s Decision (Score)”                               |                                                                        |                                                          | Jerry Goldsmith                                          | 3:23                                                     |
| 9.                                                       | „Blossoms (Score)”                                       |                                                                        |                                                          | Jerry Goldsmith                                          | 6:27                                                     |
| 10.                                                      | „The Huns Attack (Score)”                                |                                                                        |                                                          | Jerry Goldsmith                                          | 4:30                                                     |
| 11.                                                      | „The Burned-Out Village (Score)”                         |                                                                        |                                                          | Jerry Goldsmith                                          | 5:53                                                     |
| 12.                                                      | „Reflection (Pop Version)”                               | Christina Aguilera                                                     | David Zippel                                             | Matthew Wilder                                           | 3:56                                                     |
|                                                          |                                                          |                                                                        |                                                          |                                                          | 51:47                                                    |

### Edycja polskojęzyczna
| Mulan: Oryginalna Ścieżka Filmowa (Wersja Polska) – 1998 | Mulan: Oryginalna Ścieżka Filmowa (Wersja Polska) – 1998  | Mulan: Oryginalna Ścieżka Filmowa (Wersja Polska) – 1998                                                | Mulan: Oryginalna Ścieżka Filmowa (Wersja Polska) – 1998 | Mulan: Oryginalna Ścieżka Filmowa (Wersja Polska) – 1998 | Mulan: Oryginalna Ścieżka Filmowa (Wersja Polska) – 1998 |
| Nr                                                       | Tytuł utworu                                              | | Tekst                                                    | Muzyka                                                   | Długość                                                  |
| -------------------------------------------------------- | --------------------------------------------------------- | --- | -------------------------------------------------------- | -------------------------------------------------------- | -------------------------------------------------------- |
| 1.                                                       | „Lustro (Reflection; Pop Version)”                        | Edyta Górniak                                                                                           | Marek Robaczewski                                        | Matthew Wilder                                           | 3:35                                                     |
| 2.                                                       | „True To Your Heart (Single)”                             | 98 Degrees, Stevie Wonder                                                                               | David Zippel                                             | Matthew Wilder                                           | 4:16                                                     |
| 3.                                                       | „Reflection Instrumental”                                 | |                                                          | Vanessa-Mae                                              | 3:37                                                     |
| 4.                                                       | „Zaszczyt nam przyniesie to (Honor to Us All)”            | Mirosława Krajewska, Teresa Lipowska, Katarzyna Pysiak, chór żeński                                     | Marek Robaczewski                                        | Matthew Wilder                                           | 3:03                                                     |
| 5.                                                       | „Lustro (Reflection)”                                     | Katarzyna Pysiak                                                                                        | Marek Robaczewski                                        | Matthew Wilder                                           | 2:25                                                     |
| 6.                                                       | „Zrobię z was mężczyzn (I’ll Make a Man Out of You)”      | Maciej Molęda, Robert Rozmus, Jerzy Stuhr, Katarzyna Pysiak, Jerzy Bończak, Marek Bocianiak, chór męski | Marek Robaczewski                                        | Matthew Wilder                                           | 3:20                                                     |
| 7.                                                       | „Ta, za którą walczyć chcesz (A Girl Worth Fighting For)” | Robert Rozmus, Jerzy Bończak, Marek Bocianiak, Katarzyna Pysiak, Paweł Galia                            | Marek Robaczewski                                        | Matthew Wilder                                           | 2:25                                                     |
| 8.                                                       | „Postrzyżyny (Short Hair)”                                | |                                                          | Jerry Goldsmith                                          | 1:16                                                     |
| 9.                                                       | „Suita z „Mulan” (Suite From „Mulan”)”                    | |                                                          | Jerry Goldsmith                                          | 7:03                                                     |
| 10.                                                      | „Atak (Attack at the Wall)”                               | |                                                          | Jerry Goldsmith                                          | 4:57                                                     |
| 11.                                                      | „Decyzja (Mulan’s Decision)”                              | |                                                          | Jerry Goldsmith                                          | 3:20                                                     |
| 12.                                                      | „Pąki (Blossoms)”                                         | |                                                          | Jerry Goldsmith                                          | 6:25                                                     |
| 13.                                                      | „Natarcie Hunów (The Huns Attack)”                        | |                                                          | Jerry Goldsmith                                          | 4:24                                                     |
| 14.                                                      | „Spalona wioska (The Burned-Out Village)”                 | |                                                          | Jerry Goldsmith                                          | 5:50                                                     |
| 15.                                                      | „Reflection (Pop Version)”                                | Christina Aguilera                                                                                      | David Zippel                                             | Matthew Wilder                                           | 3:35                                                     |
|                                                          |                                                           | |                                                          |                                                          | 59:31                                                    |